# Douglas Stuart (pisarz)
Douglas Stuart (ur. 31 maja 1976 w Glasgow) – szkocko-amerykański pisarz i projektant mody.

## Życiorys
Dorastał w biednej rodzinie w Glasgow, w dzielnicy Sighthill. Jego matka zmarła gdy miał 16 lat. Po ukończeniu Royal College of Art w Londynie, przeprowadził się  do Nowego Jorku, gdzie rozpoczął karierę w projektowaniu mody. 
Nad debiutancką powieścią Shuggie Bain, która ukazała się w 2020 roku, pracował przez dziesięć lat. Maszynopis debiutanckiej powieści odrzuciło niemal trzydziestu wydawców – po jej wydaniu książka stała się wydawniczym bestsellerem, otrzymała Nagrodę Bookera w 2020 oraz została przetłumaczona na 38 języków, osiągając sprzedaż ponad 1,5 mln egzemplarzy na całym świecie.

## Życie prywatne
Douglas Stuart jest gejem. Na zorganizowanej przez uczelnie wymianie studentów w Filadelfii, w Stanach Zjednoczonych, poznał swojego przyszłego męża, kuratora sztuki Michaela Cary`ego. Od 2000 mieszka i pracuje w Nowym Jorku.

## Twórczość

### Powieści
- 2020 – Shuggie Bain
- 2022 – Młody Mungo (ang. Young Mungo) – polskie tłumaczenie Maciej Studencki